# دهستان فیشور
دهستان فیشور نام دهستانی در بخش مرکزی شهرستان اوز استان فارس در ایران است. بر اساس سرشماری مرکز آمار ایران در سال ۱۳۹۰، جمعیت آن ۶٬۹۶۴ نفر (۱٬۶۹۰ خانوار) بوده‌است.
این دهستان در فاصلهٔ ۳۶۰ کیلومتری جنوب استان فارس و در ۷۲ کیلومتری شمال غرب شهر لار و شرق شهرخنج واقع شده‌است، و شامل ۷ روستا است.

## محدوده
از شمال کوه، از جنوب اوز و محلچه، از مغرب خنج، و از سمت مشرق به به گراش محدود می‌گردد.

## جمعیت
برپایهٔ آخرین سرشماریِ، جمعیتِ آن ۱۰۰۰۰ نفر بوده‌است. که از اهل سنت و از شاخه شافعی هستند یعنی از پیروان امام محمد ادریس شافعی هستند. مردم فیشور به لهجه فیشوری (اچمی) لارستانی که یکی از شاخه‌های اصلی گویش و لهجه لارستانی است صحبت می‌کنند.

## زبان و فرهنگ
لارستان سرزمینی است وسیع در جنوب مرکزی ایران که از ارزوئیه در استان کرمان، شهرستان دشتی در استان بوشهر، بندر جاسک در دریای عمان تا یزدخواست و البرز کوه در جهرم را شامل می‌گردد و مرکز ایالت لارستان بوده‌است که نقطه مرکزی آن در لار واقع گردیده است. وسعت این حوزه جغرافیایی ۱۲۰۰۰ کیلومتر مربع است و بیشتر مردم آن به زبانی به نام زبان اچمی با گویش‌های مختلف صحبت می‌کنند.
این زبان شاخه‌ای از زبان پهلوی باستان است و ریشه در فرهنگ و هنر ایران بزرگ دارد. مالچانوا (زبان‌شناس روسی معاصر) از اولین پژوهشگرانی است که واژه «زبان» را برای اچمی _البته با عنوان (لارستانی)_ به کار برده است.»
مالچانوا معتقد است که پایه اصلی زبان اچمی از مجموعه زبان‌های سنتی سراسر ایران تشکیل می‌شود. او این جمله را پس از تحقیقی دقیق در کتاب خویش آورده است.
زبان اچمی خود از لهجه‌های متعددی تشکیل شده‌است. زبان اچمی و لهجه‌های مختلف آن در نواحی وسیعی از جنوب فارس استان هرمزگان و در بخشی از عمان رایج است. گراشی، اوزی، خنجی، فیشوری، بستکی، فرامرزی، بیخه‌ای و کومزاری از لهجه‌های این زبان است.
قوم اولیه که از اقوام آریایی هستند، و یکی از نخستین اقوامی بودند که در ایران ساکن شدند، این منطقه را برای زندگی برگزیدند و شهرهایی چون فورگ (پرگ) تارم در شرق و کران (فال، اسیر) وراوی، فداغ و پیشور در غرب را به وجود آوردند.

## امکانات
فیشور دارای ۱۱ باب مسجد، ده‌ها آب‌انبار (برکه) و درمانگاه می‌باشد. همچنین دارای ۵ مدرسه ابتدایی ۲ راهنمایی ۲ دبیرستان و ۱ پیش دانشگاهی و یک بیمارستان می‌باشد که به تازگی به یک بیمارستان بزرگ و مجهز و زایشگاه تبدیل شده‌است.
کتابخانه ملی نیز به اتمام رسیده‌است و مورد استفاده مردم فیشور قرار گرفته‌است. بیشتر این امکانات موجود با همیاری مردم روستا انجام می‌گیرد.
در فیشور تأمین آب آشامیدنی از آب انبارها بود که با به اتمام رسیدن لوله کشی آب شیرین مردم فیشور از این آب استفاده می‌کنند. سرچشمه این آب چاهی در نزدیکی فیروزآباد در در ۲۵۰ کیلومتری شمال فیشور می‌باشد.

## شغل مردم
شغل مردم فیشور کشاورزی، تجارت و دامداری است. در سابق مکاری گری و گلیم بافی و ملکی دوزی نیز در پیشور رایج بوده‌است..
منبع درآمد اکثر مردم، بیشتر از کشورهای حاشیه خلیج فارس می‌باشد. تأمین مواد غذایی از قبیل گوشت و لبنیات و میوه از شهرهای هم جوار بدست می‌آید.
خرما یکی از میوه‌هایی است که در خود فیشور تولید می‌شود.
کشت جو و گندم نیز در فیشور نیز رواج دارد وسالیانه مقداری مناسبی از محاصیل غله بدست می‌آید. تعداد کمی از مردم روستا کشاورز هستند. آب چاهایش نیمه شیرین، وعمدهٔ محصولاتش غلات و خرما است.

## آب وهوا
آب و هوای فیشور خشک و دارای تابستان‌های گرم و زمستان‌های سرد می‌باشد.
از ماه دی تا پایان فروردین بهترین فصل این منطقه‌است که همراه با بارش باران و بهار می‌باشد.

## آثار تاریخی
در دهستان فیشور آثار گوناگونی از دوران مختلف گذشته برجای مانده‌است، از جمله این آثار می‌توان قلعه قلات که ثبت شده میراث فرهنگی است و قلعه کهنه که به جز مخروبه‌ای از آن بیش باقی نمانده‌است، و همچنین از آثار مهم فیشور خانقاه و مقبره شیخ ابودلف محمد می‌باشد که چنان پر آوازه بوده که ابن بطوطه برای زیارت و دیدار وی در سال ۷۱۵ هجری بار سفر بسته و وی را در خنج بال ملاقات می‌کند. (سفرنامه ابن بطوطه) و قدیمی‌ترین آثار بجامانده از دوران کهن باید از قلعه عبدالقادری نام برد، که از آثارهای به جا ماندهٔ از دوران قدیم است که تا امروز باقی‌مانده‌است؛ که خود شاهدی برقدمت این روستا می‌باشد، این أثر در چند سال اخیر توسط دولت مرمت شده‌است. قابل ذکر است که کتاب تاریخی فارسنامه ناصری نام فیشور را پشور ثبت کرده‌است.